# فاديم كيربيتشينكو
فاديم ألكسييفيتش كيربيتشينكو (بالروسية: Вадим Алексеевич Кирпиченко)‏ (25 سبتمبر 1922 - 3 ديسمبر 2005) كان ضابطًا روسيًا في المديرية الأولى بالاستخبارات السوفيتية وخليفتها، جهاز المخابرات الخارجية. عمل مقيمًا في دول مختلفة، وترقى إلى منصب النائب الأول لرئيس المديرية الأولى برتبة ملازم أول.
ولد كيربيشينكو عام 1922 وتدرب في البداية ليكون طيارًا، ولكن مع غزو المحور للاتحاد السوفيتي، التحق بالجيش الأحمر وخدم في شرق ووسط أوروبا خلال المراحل الأخيرة من الحرب. تم تسريحه في عام 1946، وأجرى دراسات في الفرع العربي لمعهد موسكو للدراسات الشرقية، ثم تم تجنيده للعمل الاستخباراتي مع المديرية الأولى التابعة للاستخبارات السوفيتية. بدأ مناصبه في الخارج لفترة في مصر كنائب لمقيم الاستخبارات السوفيتية. جاء ذلك خلال الإدارة المبكرة لجمال عبد الناصر، وقد عمل كيربيتشينكو على جمع المعلومات عن نواياه. أعاد المعلومات إلى موسكو خلال أزمة السويس في عام 1956، وعمل على إقامة علاقات دبلوماسية مع اليمن، قبل استدعائه إلى الاتحاد السوفيتي في عام 1960. عاد إلى مناصبه في الخارج في عام 1962 كمقيم في تونس، مع فترة أخرى في الاتحاد السوفيتي بين عامي 1964 و1970، حيث شغل منصب رئيس الإدارة الأفريقية للمديرية الأولى من عام 1967. عاد كيربيتشينكو إلى مصر عام 1970 كمقيم وخدم خلال حرب أكتوبر. كما حذر موسكو من أن الرئيس المصري أنور السادات يعتزم إعادة تحويل سياسته الخارجية بعيدًا عن الاتحاد السوفيتي ونحو الولايات المتحدة. كانت تنبؤاته غير مرحب بها للقيادة السوفيتية، لكنها أثبتت في النهاية أنها دقيقة.
عند عودة كيربيشينكو إلى الاتحاد السوفيتي في عام 1974، تم تعيينه نائبًا لرئيس المديرية الأولى ومسؤولًا عن الإدارة «إس»، جمع الاستخبارات السوفيتية غير القانونية [Нелегальная разведка КГБ СССР]، وفي عام 1979 أصبح النائب الأول لرئيس المديرية الأولى، وهو المنصب الذي شغله لما تبقى من وجود الاتحاد السوفيتي. في أواخر عام 1979 تم إرساله إلى أفغانستان لتوجيه عمليات جمع الاستخبارات السوفيتية غير القانونية المحيطة بعملية العاصفة-333، وبداية التدخل السوفيتي في البلاد. مع تفكك الاتحاد السوفيتي في عام 1991، أصبح كيربيشينكو رئيسًا لمجموعة من الاستشاريين تحت إدارة أحد خلفاء الاستخبارات السوفيتية، وهو جهاز الاستخبارات الأجنبية. بعد تقاعده في عام 1997، عمل مع آخرين في تاريخ من ستة مجلدات عن الاستخبارات الروسية، وكتب كتابين خاصين به، وألقى محاضرات كثيرة حول مسائل الاستخبارات. حصل خلال مسيرته المهنية على 54 جائزة من الحكومات السوفيتية والروسية والأجنبية. توفي عام 2005 عن زوجته فاليريا نيكولاييفنا الأكاديمية المتخصصة في الأدب العربي. كان ابنهما، سيرجي فاديموفيتش، دبلوماسيًا بارزًا في العالم العربي، وقد عمل سفيرًا للعديد من دول الشرق الأوسط، بما في ذلك في مصر، حيث كان والده مقيمًا في الاستخبارات السوفيتية لعدد من السنوات.

## النشأة والخدمة في زمن الحرب

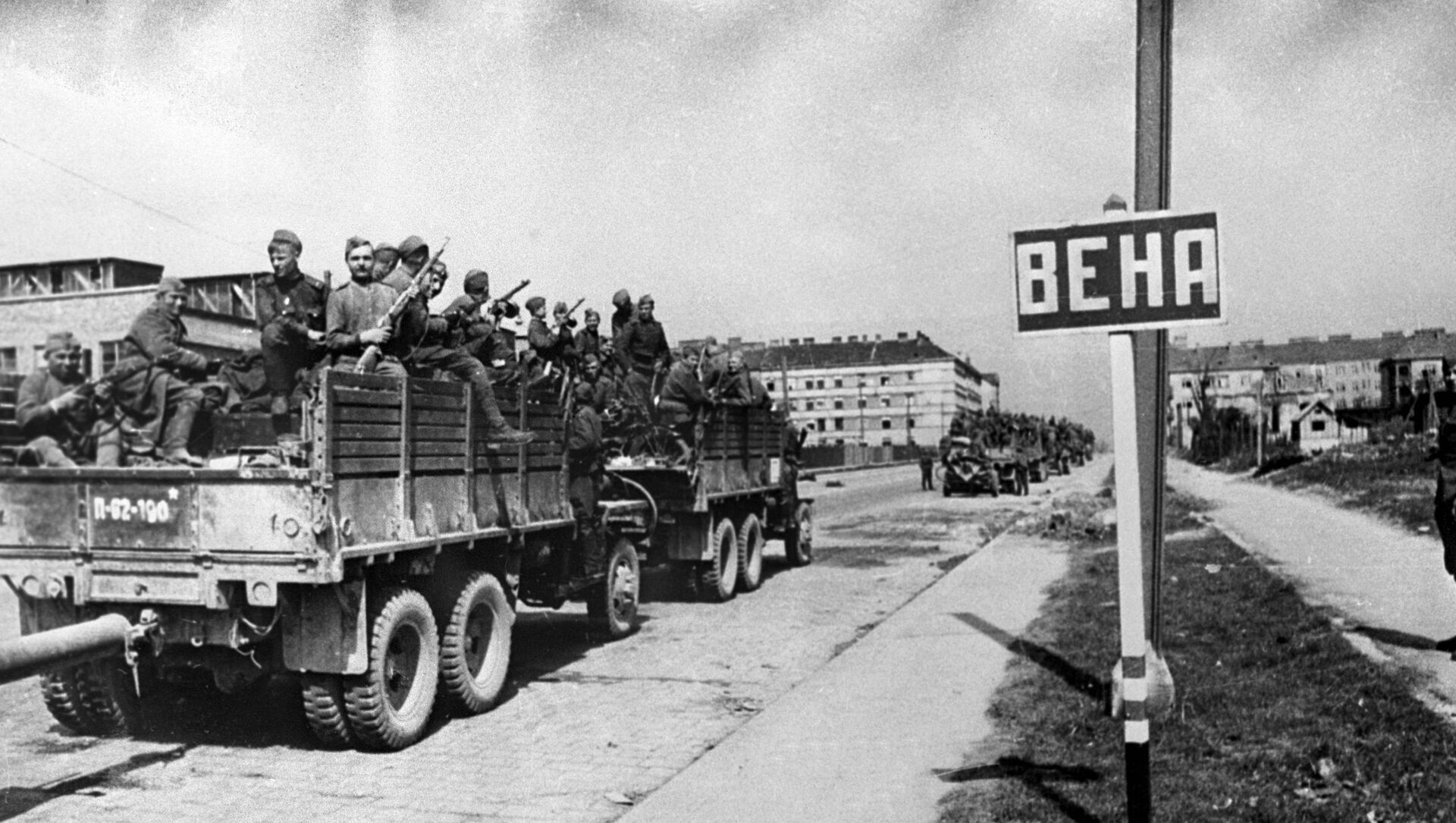
القوات السوفيتية تقترب من فيينا خلال المراحل الأخيرة من الحرب. شارك كيربيتشينكو في تقدم الجيش الأحمر خلال عام 1945.

ولد كيربيتشينكو في 25 سبتمبر 1922 في كورسك، بكورسك أوبلاست، وهي جزء من جمهورية روسيا الاتحادية الاشتراكية السوفيتية، في الاتحاد السوفيتي. التحق بالمدرسة الخاصة رقم 4 للقوات الجوية، والتي قدمت تدريبًا أوليًا على الطيران إلى جانب التعليم الثانوي المعتاد. لقد حضر أكاديمية جوكوفسكي للهندسة الجوية، لكن غزو المحور للاتحاد السوفيتي في عام 1941 أوقفته عن دراسته. انضم إلى فرقة بندقية الحرس 103 في يناير 1945، وشاهد العمل في المراحل الأخيرة من الحرب، في المجر والنمسا وتشيكوسلوفاكيا، وفي عملية بالاتون الدفاعية في مارس من ذلك العام. حصل على وسام الشجاعة خلال خدمته في زمن الحرب، عن دوره في هجوم فيينا. ظلت وحدته تعمل حتى استسلام قوات المحور في تشيكوسلوفاكيا في 12 مايو 1945.

## تدريب الاستخبارات
ترك كيربيتشينكو الجيش في نهاية عام 1946 برتبة رقيب أول، والتحق بمعهد موسكو للدراسات الشرقية، حيث درس في الفرع العربي. تخرج كطالب حصل على أعلى الدرجات، وكان سكرتيرًا للجنة الحزب في المعهد. ثم عُرضت عليه الفرصة ليصبح ضابط مخابرات. التحق بمدرسة المخابرات رقم 101 في 1 سبتمبر 1952 حيث تعلم أساسيات مهنة المخابرات إلى جانب اللغة العربية والفرنسية. ومع الانتهاء من دراسته في يوليو 1953، التحق بالقسم الشرقي للمديرية العامة الأولى للاستخبارات السوفيتية، والتي كانت مسؤولة عن العمليات الخارجية وأنشطة الاستخبارات. تم إعطاؤه الاسم الرمزي «فاديموف».

## التعيينات في الخارج

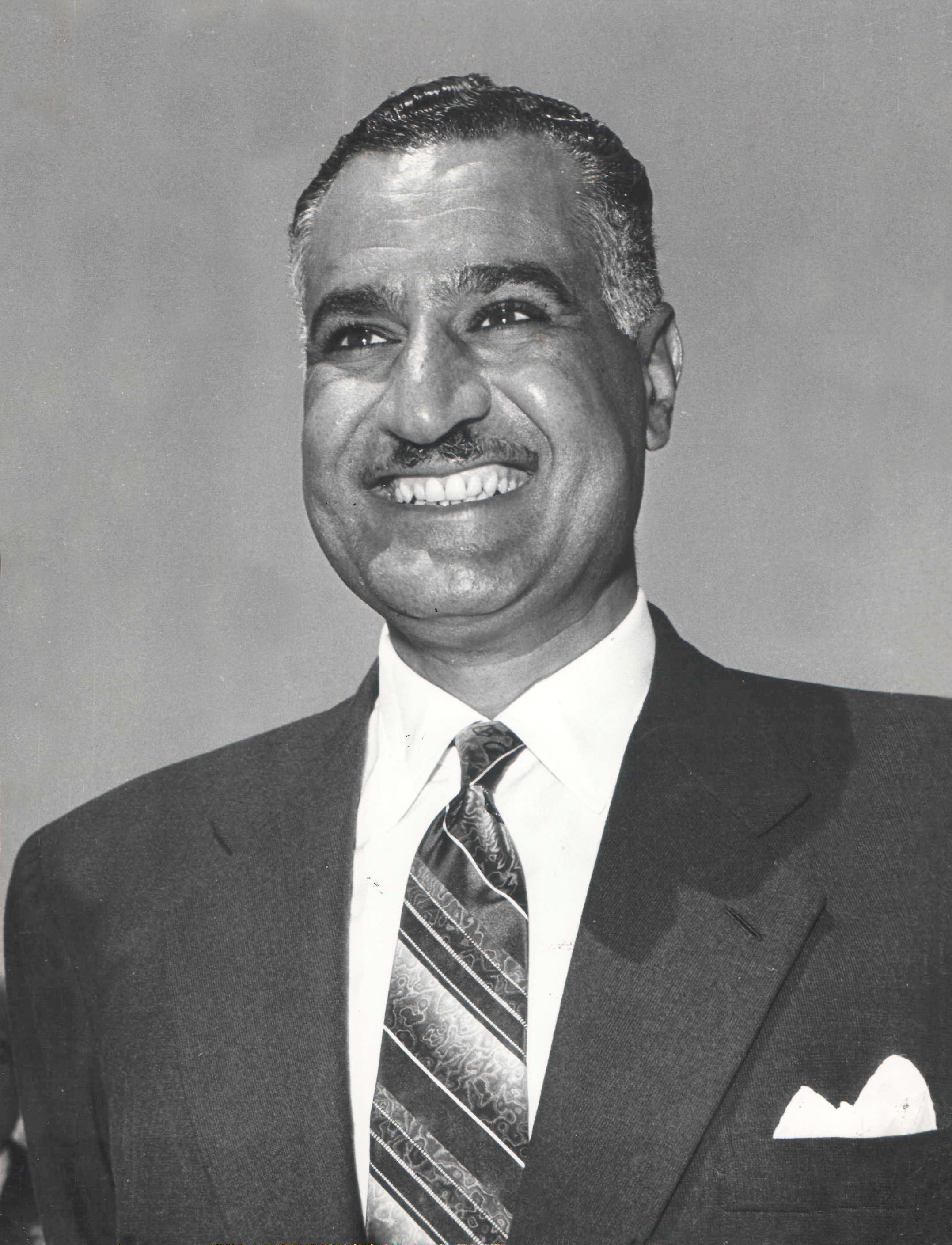
الرئيس المصري جمال عبد الناصر. تم تكليف كيربيتشينكو بجمع المعلومات حول نوايا حكومته.

كان أول منصب له في الخارج في مصر في ديسمبر 1954 كنائب مقيم في الاستخبارات السوفيتية، حيث كان يقيم حتى عام 1960. اكتشف عند وصوله إلى مصر أنه لم يكن على دراية باللهجة المحلية، وقضى العام ونصف العام التاليين في دراسة اللغة المكثفة إلى جانب واجباته الاستخباراتية. تزامن وصوله مع الفترة المبكرة من حكم جمال عبد الناصر، مع قلق السلطات السوفيتية بشكل خاص من موقف الحكومة الجديدة من القوى الغربية ونواياها في العالم العربي. عمل كيربيشينكو على تطوير مصادر استخباراتية ونقل المعلومات إلى الاتحاد السوفيتي. كان كيربيتشينكو هو الذي رتب لقاءً بين عبد الناصر ودميتري شيبيلوف، عندما زار شيبيلوف، سكرتير اللجنة المركزية للحزب الشيوعي السوفيتي، مصر في مايو 1956، مستخدمًا اتصالاته في قاعدة ناصر القوية، حركة الضباط الأحرار.
خلال أزمة السويس في أكتوبر ونوفمبر 1956، بقي كيربيتشينكو في القاهرة واستمر في جمع المعلومات الاستخبارية. ومع أن الرأي الغربي بأن الاتحاد السوفيتي كان وراء تأميم عبد الناصر لقناة السويس، إلا أن كيربيتشينكو أشار «لم يكن لدينا أي معلومات محددة عن نوايا عبد الناصر، لكننا أشرنا دائمًا في تقاريرنا إلى أن مثل هذه الخطوة كانت ممكنة في أي لحظة». ومع عدم إبلاغ موسكو بنواياهم، ذكر كيربيشينكو أن الشعور العام بين المصريين هو أن الاتحاد السوفيتي يجب أن يساعدهم بمجرد بدء القتال. «مرت الأيام الأولى وأصبح وضعنا قاتمًا. لقد صرخ المصريون الغاضبون وهم يلوحون بقبضاتهم» أيها الروس أين أنتم! أين طائراتكم؟ أين أسلحتكم أين جنودكم لماذا لا تنقذ روسيا مصر؟«لم أفهم هذه المطالب في ذلك الوقت، ولكن في وقت لاحق، وبعد أن خضعت حربين أخريين في مصر، انتهت دهشتي من هذه الصيحات».
في ديسمبر 1958، رافق عبد الناصر في زيارته إلى الاتحاد السوفيتي، وعمل مترجمًا خلال اجتماعات عبد الناصر مع نيكيتا خروتشوف. كان كيربيتشينكو أيضًا أحد الدبلوماسيين المشاركين في إقامة علاقات دبلوماسية مع اليمن. لقد فعل ذلك من خلال تطوير صداقة مع ولي العهد الأمير محمد البدر حميد الدين، والتي كانت وثيقة بما يكفي لدرجة أن الأمير رفض زيارة لندن في عام 1957 من دون كيربيتشينكو. عاد كيربيتشينكو إلى الاتحاد السوفيتي في عام 1960 وأمضى عامين في العمل مع المنظمة المركزية للاستخبارات السوفيتية، قبل أن ينتقل إلى تونس كمقيم في فبراير 1962. هنا تم تكليفه بالحفاظ على الاتصالات مع الحكومة المؤقتة للجمهورية الجزائرية، الذراع السياسي لجبهة التحرير الوطني خلال الحرب الجزائرية. استمر هذا النشر حتى أغسطس 1964.

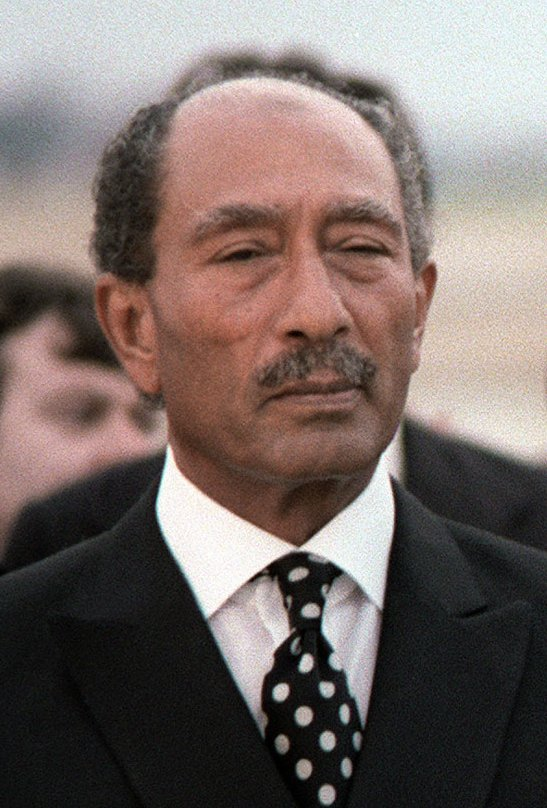
أنور السادات، رئيس مصر خلال فترة كيربيتشينكو كرئيس للإقامة في مصر. لقد حذر كيربيتشينكو من أن السادات كان يستعد للانفصال عن الاتحاد السوفيتي للتقرب من الولايات المتحدة.

عاد مرة أخرى إلى الاتحاد السوفيتي، وقضى بين عامي 1964 و1967 مع التنظيم المركزي. في عام 1967 تم تعيينه رئيسًا للإدارة الأفريقية للمديرية الأولى، وشغل هذا المنصب حتى عام 1970. خلال هذه الفترة قام بزيارات إلى سوريا واليمن وإثيوبيا وأنغولا وليبيا والجزائر وتونس. عاد كيربيتشينكو إلى مصر عام 1970، وأصبح مقيمًا في المخابرات الأجنبية هناك حتى عام 1974. كان في المنصب خلال حرب أكتوبر بين مصر وإسرائيل في عام 1973، وحذر لاحقًا القادة السوفيت من أن الرئيس المصري أنور السادات كان يخطط لإعادة توجيه السياسة الخارجية المصرية بعيدًا عن الاتحاد السوفيتي ونحو الولايات المتحدة، بعد أن علم أن السادات كان يخطط لذلك أثناء اتصال سري مع الرئيس الأمريكي ريتشارد نيكسون. كان هذا الرأي مخالفًا للرأي العام للقادة السوفيت، الذين اعتبروا السادات صديقًا مخلصًا للاتحاد السوفيتي وخليفًا لإرث عبد الناصر السياسي. لقد برأت التطورات اللاحقة كيربيتشينكو. كما هو الحال مع أزمة السويس، كانت هناك شكوك في العواصم الغربية بأن الاتحاد السوفيتي وراء تصرفات مصر. وبدلًا من ذلك جادل كيربيشينكو بأن الاتحاد السوفيتي حاول منع هجوم مصري يهدد بزعزعة استقرار المنطقة. تمت ترقيته إلى رتبة لواء عام 1973، وإلى رتبة ملازم أول عام 1980.
جلبت خدمته الجيدة انتباه يوري أندروبوف، رئيس الاستخبارات السوفيتية، وفي عام 1974 تم تعيينه نائباً لرئيس المديرية الأولى وقيادة الدائرة «إس»، جمع الاستخبارات السوفيتية غير القانونية [Нелегальная разведка КГБ СССР] حيث أمضى السنوات الخمس التالية. في عام 1979 أصبح كيربيشينكو النائب الأول لرئيس المديرية الأولى، وشغل هذا المنصب حتى عام 1991.

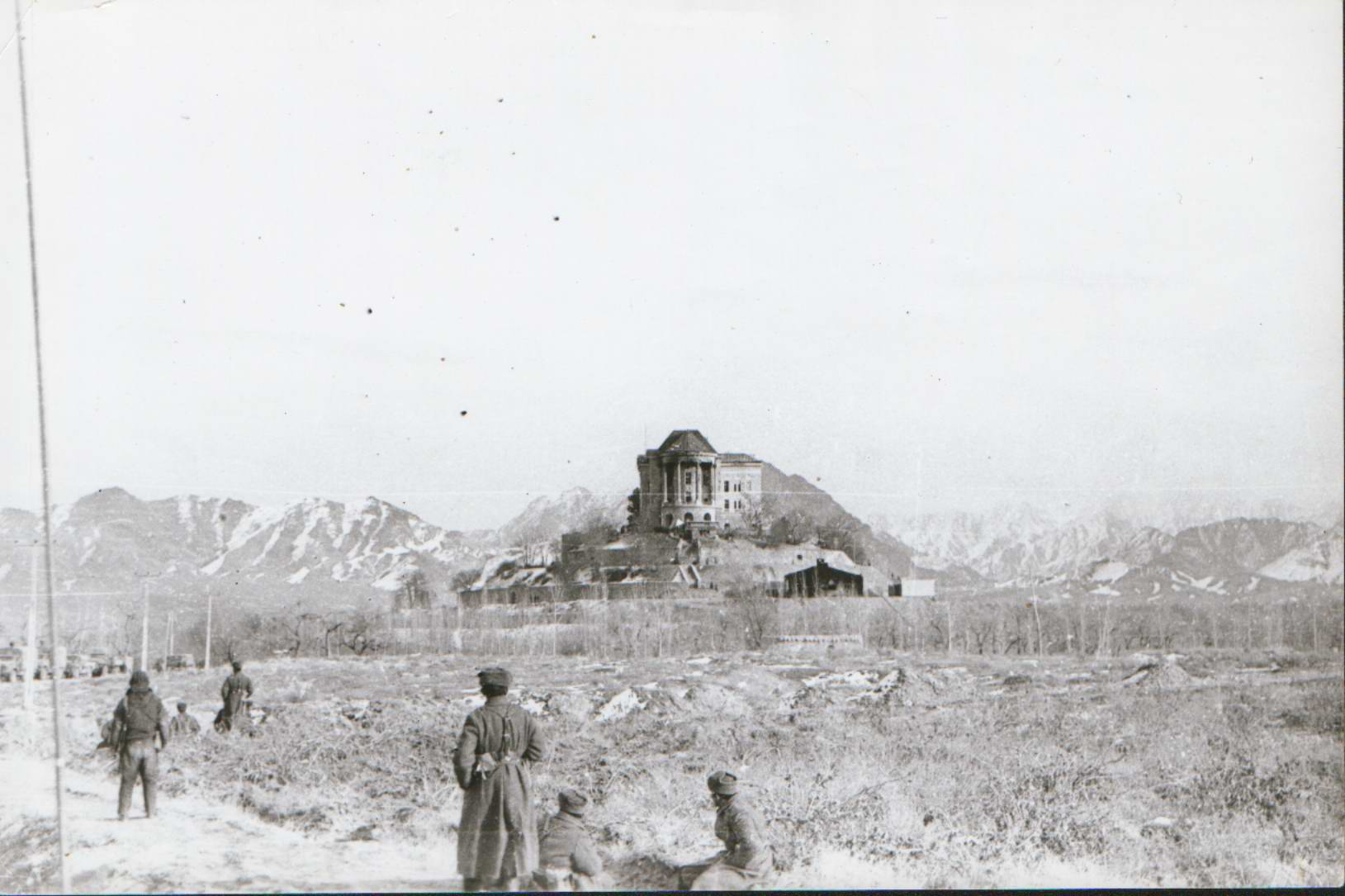
القوات السوفيتية في أعقاب عملية العاصفة-333

في 4 ديسمبر 1979، وصل كيربيتشينكو إلى كابل في أفغانستان، مع مجموعة من ضباط القوات السوفيتية المحمولة جوا، بعد أن أرسلهم رئيس الاستخبارات السوفيتية فلاديمير كريوتشكوف للتخطيط لعزل حفيظ الله أمين، رئيس هيئة رئاسة المجلس الثوري الأفغاني. تولى مسئولي المخابرات في البلاد استعدادًا لعملية العاصفة-333، وعزل أمين ونصب بابراك كرمال رئيسًا لهيئة رئاسة المجلس الثوري. وفي اجتماع في مطار كابول في 26 ديسمبر 1979، أشرف كيربيتشينكو على إدراج وحدات الاستطلاع والتخريب من الاستخبارات السوفيتية مع فرقة فرقة الحرس 103 المحمولة جوا، مع أوامر لتوجيه عناصر القسم إلى المؤسسات الأفغانية الرئيسية، والتي كان من المقرر تأمينها للحكومة الجديدة. تم التخطيط للعملية في سرية تامة، حتى مع السفير السوفيتي المعين حديثًا، فكريات تابييف [Табеев, Фикрят Ахмеджанович]، غير مدرك للعملية إلا بعد بدئها. اتصل تابييف هاتفيًا بكيربيتشينكو طالبًا توضيحات، لكن كيربيتشينكو رد بأنه كان مشغولًا للغاية في ذلك الوقت، لكنه وعد بالحضور في الصباح.

## أواخر فترة ما بعد الاتحاد السوفيتي
من 1 أكتوبر 1988 إلى 6 فبراير 1989 شغل كيربيشينكو منصب رئيس المخابرات الأجنبية. في يونيو 1991 حذر كيربيشينكو من آثار غلاسنوست، التي ادعى أنها تسهل على عملاء المخابرات الأجنبية العمل بنجاح في الاتحاد السوفيتي. في عام 1991، مع حل الاتحاد السوفيتي وإعادة هيكلة أجهزة المخابرات لاحقًا، تم تعيين كيربيتشينكو رئيسًا لمجموعة من الاستشاريين تحت إدارة جهاز المخابرات الخارجية الروسي. تقاعد من هذا في عام 1997، وبدأ العمل مع عدد من المؤلفين كمساعد رئيس التحرير لتجميع ستة مجلدات مقالات عن تاريخ الاستخبارات الروسية. ألقى محاضرات واسعة حول هذا الموضوع، في الولايات المتحدة والمملكة المتحدة وبلغاريا وسويسرا ومالطا وكوريا الجنوبية وفرنسا، وحضر العديد من المؤتمرات والندوات الدولية حول تاريخ الاستخبارات. نشر كتابين. من أرشيف المخابرات (بالروسية: Из архива разведчика)‏، والاستخبارات: الشعب والشخصيات (بالروسية: Разведка: лица и личности)‏، والعديد من المقالات والمقالات حول مسائل الاستخبارات. كان أستاذًا فخريًا في أكاديمية الاستخبارات الأجنبية.

## الجوائز والتكريم
تلقى كيربيتشينكو خلال حياته المهنية العديد من الجوائز والأوسمة. حصل على ثمانية أوسمة سوفيتية وروسية، بما في ذلك وسام "الاستحقاق للوطن" من الدرجة الرابعة، ووسام لينين، ووسام ثورة أكتوبر، ووسام النجمة الحمراء، ووسام الحرب الوطنية من الدرجة الأولى، ووسام شارة الشرف. حصل مرتين على وسام الراية الحمراء. وحصل على شارات «ضابط أمن دولة فخري» و«الخدمة في المخابرات»، كما حصل على شارات الشرف من ثماني حكومات أجنبية، من بينها فيتنام وبيرو ومنغوليا وجمهورية اليمن الديمقراطية الشعبية وجمهورية ألمانيا الديمقراطية وأفغانستان. حصل على جائزة الاستخبارات الخارجية لروسيا [Премия Службы внешней разведки Российской Федерации] في مجال الأدب والفن. كما كان مواطنًا فخريًا في كورسك. في المجموع، حصل على 54 جائزة.

## الأسرة والموت
توفي كيربيتشينكو في 3 ديسمبر 2005. كانت زوجته فاليريا نيكولاييفنا عالمة لغوية ومتخصصة في الأدب العربي في معهد الدراسات الشرقية في الأكاديمية الروسية للعلوم. لقد عاشت بعده، وتوفيت في عام 2015. ولد ابنهما سيرجي فاديموفيتش عام 1951، وتخصص مثل والديه في شؤون الشرق الأوسط. لقد أصبح دبلوماسيًا، وعمل سفيرًا في الإمارات العربية المتحدة وليبيا وسوريا ومصر.